# ستيف بويل
ستيف بويل (بالإنجليزية: Steve Boyle)‏ هو لاعب اتحاد الرغبي بريطاني، ولد في 9 أغسطس 1953.